# Agoerodes malaisei
Agoerodes malaisei är en nattsländeart som beskrevs av Martin E. Mosely 1949. Agoerodes malaisei ingår i släktet Agoerodes och familjen kantrörsnattsländor. Inga underarter finns listade i Catalogue of Life.